# Космічний перевізник
Космічний перевізник (англ. Space Jockey) — науково-фантастичне оповідання Роберта Гайнлайна. Входить в цикл творів «Історія майбутнього». Опубліковане в квітні 1947.

## Сюжет
Оповідання реалістично зображує життя пілота комерційного пасажирського космічного корабля між навколоземною орбітою та орбітою Місяця. Йому доводиться виправляти ситуацію спричинену капостями дитини VIP пасажира, якій вдалося збити корабель з курсу, перераховувати траєкторію для досягнення цілі на залишках пального, вибирати між скидуванням життєво-важливого вантажу та безпекою для корабля та пасажирів, і справлятися з вимогами начальства.
Розповідь починається з суперечки між пілотом та його дружиною, яка незадоволена його короткими та нерегулярними появами вдома, і хоче, щоб він знайшов роботу на Землі. Між подіями на космічному кораблі пілот пише і переписує лист своїй дружині, намагаючись вирішити, чи повинен він відмовитися від роботи, для якої так добре підходить. Історія закінчується на Місяці, де пілоту пропонують більш перспективну посаду, за умови, що він з проживатиме в Луна-Сіті. Він телефонує своїй дружині і радий почути, що вона погоджується.

## Цитати
|  | Чи був би прямий переліт дешевшим? Корабель для злету з Землі, безатмосферної посадки на Місяці, повернення та атмосферної посадки на Землю був би настільки захаращеним спеціальним обладнанням, що використовувалось би тільки один раз за час польоту. Уявіть жахливе поєднання парома, поїзда метро та ліфта. Оригінальний текст (англ.) Would direct service be cheaper?—a ship designed to blast off from Earth, make an airless landing on the Moon, return and make an atmosphere landing, would be so cluttered up with heavy special equipment used only once in the trip that it could not show a profit at a thousand dollars a pound! Imagine combining a ferry boat, a subway train, and an express elevator . |

|  | Вони не роблять посадки. Вони були зібрані в космосі і подібні на крилаті ракети як вагон Пульмана на парашут. Оригінальний текст (англ.) They never land; they were even assembled in space, and they resemble winged rockets ... as little as a Pullman train resembles a parachute. |

## Зв'язок з іншими творами
- Корабель належить компанії Гарімена з оповідання «Людина, що продала Місяць».